# Thelypteris stolzeana
Thelypteris stolzeana är en kärrbräkenväxtart som beskrevs av Alan Reid Smith. Thelypteris stolzeana ingår i släktet Thelypteris och familjen Thelypteridaceae. Inga underarter finns listade.